# Рабочий посёлок Васильсурск
Рабочий посёлок Васильсурск — административно-территориальное образование и упразднённое муниципальное образование (городское поселение 2006—2019 гг.) в Воротынском районе Нижегородской области России
Административный центр — рабочий посёлок Васильсурск.

## История
Городское поселение рабочий посёлок Васильсурск было образовано Законом Нижегородской области от 15 июня 2004 года и упразднено Законом Нижегородской области от 2 апреля 2019 года.

## Население
| 2002  | 2008  | 2009  | 2010  | 2011  | 2012  | 2013  |
| ----- | ----- | ----- | ----- | ----- | ----- | ----- |
| 1379  | ↘1193 | ↘1189 | ↘1107 | ↘1104 | ↗1187 | ↗1228 |
| 2014  | 2015  | 2016  | 2017  | 2018  | 2019  |       |
| ↗1287 | ↘1190 | ↘1156 | ↘1087 | ↘1074 | ↘1064 |       |

## Населённые пункты
Рабочему посёлку подчинён 1 сельский населённый пункт (слобода):
| № | Населённый пункт | Тип населённого пункта | Население |
| - | ---------------- | ---------------------- | --------- |
| 1 | Васильсурск      | рабочий посёлок        | ↘676      |
| 2 | Хмелёвка         | слобода                | →36       |